# 清代機器局遺構
清代機器局遺構，位在臺北市塔城街兩側，為1885年成立的台北機器局遺跡，於2009年指定為臺北市市定古蹟，古蹟本體包含清代機器局東側圍牆、清代機器局四進衙門遺構及清代石板路。另有部分遺構移地展示於捷運北門站，部分遺構已以回填的方式保護。

## 發現
2006年底，為配合臺北捷運松山線北門站興建，在當時的臺鐵局舊總局（臺灣總督府交通局鐵道部）內的西南側調整出入口時發現了局部由石條砌築而成的牆體，當時牆體兩側皆被建物所包圍，僅露出南端的斷牆，經研究比對為機器局東側圍牆。後經考古試掘，發現沿圍牆牆體往南發掘之牆基東側有發現平整之車馬道，由石條與鵝卵石相間鋪設而成之石板路:41。2007年至2008年，捷運施工單位委託劉益昌特聘教授執行試掘探勘計畫，以當時北門站（G14）站體之出入口與連續壁位置進行考古工作，其中沿2006年所發現之牆體北側發掘，仍尚有圍牆牆基發現，但未於圍牆牆基西側發現石板路:41。而四進衙門遺構的發現，則於北門站原設計之1號出口（出入口A）之A探坑發現，由唭哩岸砂岩組成之結構，經比對發現為四進衙門的第一進部份及其東西兩側之廂房:40。自2006年至2008年陸續發現之東側圍牆與石板路、四進衙門等遺構。於2009年經公告指定為市定古蹟「清代機器局遺構」。東側圍牆與石板路則於現地保存、四進衙門遺構則與原設計之1號出口（出入口A）位置重疊，經捷運工程進行變更設計調整1號出口（出入口A）位置:45。現況在北門站內亦有展示部分經考古發現之遺構與其他發掘出的物品。